# Eugen Suchoň
Eugen Suchoň (ur. 25 września 1908 w Pezinoku, zm. 5 sierpnia 1993 w Bratysławie) – kompozytor słowacki. Kształcił się w Bratysławie i Pradze (studia u Vitězslava Nováka). Od 1933 roku wykładowca w szkole muzycznej w Bratysławie, do której wcześniej uczęszczał. Międzynarodową sławę przyniosły mu takie dzieła jak: Psalm Ziemi Karpackiej oraz dwie opery – Krutniawa (Krútňava) i Świętopełk (Svätopluk).
Postanowieniem Prezydenta Słowacji z dnia 1 września 2008 został pośmiertnie odznaczony Orderem Ľudovíta Štúra I Klasy.